# Ronny Göhl
Ronny Göhl (* 31. Januar 1982 in  Suhl) ist ein ehemaliger deutscher Handballspieler und heutiger -trainer. Er ist 1,78 m groß und wiegt 78 kg.
Er spielte für den ThSV Eisenach in der Bundesliga und von 2005 bis 2016 für den HSC 2000 Coburg und wurde meist auf der Position des Rechtsaußen eingesetzt. Mit Coburg spielte er mehrere Jahre in der 2. Bundesliga. Nach der Saison 2014/15 beendete Göhl seine Karriere, spielte aber in der Rückrunde der Saison 2015/16 sporadisch für verletzte Spieler beim HSC 2000 Coburg.
Von 2016 bis 2018 war er Co-Trainer des HSC 2000 Coburg II und stieg danach zum Cheftrainer auf.